# Кавизель, Мауро
Мауро Кавизель (итал. Mauro Caviezel; 18 августа 1988, Граубюнден) — швейцарский горнолыжник, призёр чемпионата мира 2017 года в комбинации. Специализировался в скоростных дисциплинах. Участник Олимпийских игр 2014 и 2018 годов.

## Карьера
Его младший брат Джино также является горнолыжником.
Швейцарец принимал участие в соревнованиях FIS и национальных (молодежных) чемпионатах с зимы 2003/2004 . Он выиграл несколько медалей на швейцарских юниорских чемпионатах и бронзовую медаль в супергиганте на Европейском молодежном олимпийском фестивале 2005 года в Монтеи.
Начиная с марта 2008 года, Кавизель также иногда участвует на отдельных этапах Кубка мира. В марте 2011 года он стал чемпионом страны в супергиганте.
На Олимпийских зимних играх 2014 года в Сочи он был 28-м в гигантском слаломе и сошёл со слаломной дистанции в комбинации.
На чемпионате мира 2017 года в Санкт-Морице он неожиданно выиграл бронзовую медаль в комбинации. Его первый подиум на этапах Кубка мира состоялся 16 марта 2017 года в супергиганте в Аспене (3-е место).
На Олимпийских зимних играх 2018 года в Корее он был 12-м в комбинации и 13-м в скоростном спуске.
В сезоне 2018/2019, на втором этапе в Лейк-Луизе, в супергиганте, он показал третье время и впервые в Кубке мира 2018/19 оказался на подиуме. Через неделю в Колорадо, в Бивер-Крике, Мауро сумел вновь дважды подняться на наградную (вторую) ступень подиума в скоростном спуске и супергиганте.
Завершил карьеру в конце 2022 года.

## Олимпийские игры
- 28-е место в гигантском слаломе на Олимпийских играх 2014;
- 13-е место в скоростном спуске на Олимпийских играх 2018;
- 12-е место в комбинации на Олимпийских играх 2018.

### Зачёты дисциплин
- Обладатель кубка мира в супергиганте в сезоне 2019/20.

### Победы на этапах Кубка мира (1)
| № | Сезон   | Дата        | Место       | Дисциплина      |
| - | ------- | ----------- | ----------- | --------------- |
| 1 | 2020/21 | 12 дек 2020 | Валь-д’Изер | Супергигант (1) |